# Iceland International 1990
Die Iceland International 1990 im Badminton fanden vom 11. bis zum 12. März 1990 in Reykjavík statt. Es war die fünfte Auflage dieser internationalen Titelkämpfe von Island im Badminton. 

## Finalergebnisse
| Disziplin    | Sieger                                      | Finalist                                  | Ergebnis     |
| ------------ | ------------------------------------------- | ----------------------------------------- | ------------ |
| Herreneinzel | Broddi Kristjánsson                         | Þorsteinn Páll Hængsson                   | 15-12, 15-13 |
| Dameneinzel  | Guðrún Júlíusdóttir                         | Þórdís Edwald                             | kampflos     |
| Herrendoppel | Broddi Kristjánsson Þorsteinn Páll Hængsson | Árni Þór Hallgrímsson Ármann Þorvaldsson  | 15-6, 18-15  |
| Damendoppel  | Paula Rip Inga Kjartansdóttir               | Þórdís Edwald Elisabet Þórðardóttir       | 15-7, 18-14  |
| Mixed        | Þorsteinn Páll Hængsson Inga Kjartansdóttir | Gunnar Björgvinsson Elisabet Þórðardóttir | 15-10, 15-3  |